# Sanhe (köpinghuvudort i Kina, Qinghai Sheng, lat 36,42, long 101,93)
Sanhe (kinesiska: 三合, 三合镇) är en köpinghuvudort i Kina. Den ligger i provinsen Qinghai, i den nordvästra delen av landet, omkring 28 kilometer sydost om provinshuvudstaden Xining. Antalet invånare är 8 411. Befolkningen består av 4 102 kvinnor och 4 309 män. Barn under 15 år utgör 18,0 %, vuxna 15-64 år 70 %, och äldre över 65 år 10,0 %.
Runt Sanhe är det ganska tätbefolkat, med 72 invånare per kvadratkilometer. Närmaste större samhälle är Tianjiazhai, 12,6 km väster om Sanhe. Trakten runt Sanhe består i huvudsak av gräsmarker.
Genomsnittlig årsnederbörd är 537 millimeter. Den regnigaste månaden är juli, med i genomsnitt 140 mm nederbörd, och den torraste är januari, med 3 mm nederbörd.